# Canthonella gomezi
Canthonella gomezi е вид бръмбар от семейство Листороги бръмбари (Scarabaeidae). Видът е застрашен от изчезване.

## Разпространение и местообитание
Разпространен е във Венецуела.
Обитава гористи местности, планини, възвишения, крайбрежия и плажове.